# Galeville
Galeville és una concentració de població designada pel cens dels Estats Units a l'estat de Nova York. Segons el cens del 2000 tenia 4.476 habitants.

## Demografia
Segons el cens del 2000, Galeville tenia 4.476 habitants, 2.040 habitatges, i 1.205 famílies. La densitat de població era de 1.516 habitants/km².
Dels 2.040 habitatges en un 21,7% hi vivien nens de menys de 18 anys, en un 42,6% hi vivien parelles casades, en un 12% dones solteres, i en un 40,9% no eren unitats familiars. En el 35,2% dels habitatges hi vivien persones soles el 19,6% de les quals corresponia a persones de 65 anys o més que vivien soles. El nombre mitjà de persones vivint en cada habitatge era de 2,17 i el nombre mitjà de persones que vivien en cada família era de 2,78.
Per edats la població es repartia de la següent manera: un 19% tenia menys de 18 anys, un 6,1% entre 18 i 24, un 28,1% entre 25 i 44, un 19,7% de 45 a 60 i un 27% 65 anys o més.
L'edat mediana era de 43 anys. Per cada 100 dones de 18 o més anys hi havia 81 homes.
La renda mediana per habitatge era de 36.569 $ i la renda mediana per família de 44.219 $. Els homes tenien una renda mediana de 31.783 $ mentre que les dones 25.878 $. La renda per capita de la població era de 22.407 $. Entorn del 6,6% de les famílies i el 7,5% de la població estaven per davall del llindar de pobresa.